# Shot of Love
Shot of Love — двадцать первый студийный альбом американского автора-исполнителя Боба Дилана. Выпущен в августе 1981 года на лейбле Columbia Records.

## Об альбоме
Shot of Love считают последним из откровенно религиозных альбомов Дилана. Кроме того, в альбоме содержатся и обращения к вполне светским темам от непосредственно любовных песен до оды покойному комику Ленни Брюсу. Аранжировки в большей степени ро́ковые, и в меньшей — госпеловские, чем на двух предыдущих альбомах.
После выхода Shot of Love, получил смешанные отзывы; Пол Нельсон из Rolling Stone особенно яростно нападал на альбом, сделав при этом исключение для финального трека, «Every Grain Of Sand». «Shot of Love» достиг в Великобритании 6-й позиции, а в США продолжил коммерческое снижение Дилана, поднявшись лишь до 33-й строчки и пробыв в чартах недолго. Для Боно из U2 «Shot of Love» является одним из его любимых альбомов, особенно из-за способности Дилана петь.

## Список композиций
Автор всех песен — Боб Дилан.
1. «Shot of Love» — 4:18
2. «Heart of Mine» — 4:29
3. «Property of Jesus» — 4:33
4. «Lenny Bruce» — 4:32
5. «Watered Down Love» — 4:10
6. «Dead Man, Dead Man» — 3:58
7. «In the Summertime» — 3:34
8. «Trouble» — 4:32
9. «Every Grain of Sand» — 6:12

Песня «The Groom’s Still Waiting at the Altar» была первоначально аыпущена на B-side сингла «Heart of Mine», и была добавлена на альбом Shot of Love шестым треком на переиздании альбома в 1985 году (первая на второй стороне виниловой пластинки) и с тех пор включается на все переиздания.

## Участники записи
- Carolyn Dennis — vocals, background vocals
- Steve Douglas — saxophone
- Tim Drummond — bass
- Donald "Duck" Dunn — bass
- Bob Dylan — guitar, harmonica, percussion, piano, keyboards, vocals, producer
- Jim Keltner — drums
- Clydie King — vocals, background vocals
- Danny "Kootch" Kortchmar — guitar, electric guitar
- Regina McCrory — vocals, background vocals
- Ken Perry — original LP mastering
- Vic Anesini — CD mastering
- Carl Pickhardt — piano
- Chuck Plotkin — producer
- Madelyn Quebec — vocals, background vocals
- Steve Ripley — guitar
- Toby Scott — engineer
- William D. «Smitty» Smith — organ
- Ringo Starr — drums, tom-tom
- Fred Tackett — guitar
- Benmont Tench — keyboards
- Ronnie Wood — guitar
- Monalisa Young — vocals
- Bumps Blackwell — producer